# TJ Sokol Horní Lukavice
TJ Sokol Horní Lukavice (celým názvem: Tělovýchovná jednota Sokol Horní Lukavice) je český klub ledního hokeje, který sídlí v obci Horní Lukavice v Plzeňském kraji. Založen byl v roce 1939. Od sezóny 2010/11 působí v Plzeňské krajské soutěži – sk. A, páté české nejvyšší soutěži ledního hokeje. Klubové barvy jsou černá a žlutá.
Své domácí zápasy odehrává v Rokycanech na tamějším zimním stadionu s kapacitou 4 000 diváků.

## Přehled ligové účasti
Stručný přehled
Zdroj: 
- 2010– : Plzeňská krajská soutěž – sk. A (5. ligová úroveň v České republice)

Jednotlivé ročníky
Zdroj: 
Legenda: červené podbarvení - sestup, zelené podbarvení - postup, fialové podbarvení - reorganizace, změna skupiny či soutěže
Legenda: ZČ - základní část, červené podbarvení - sestup, zelené podbarvení - postup, fialové podbarvení - reorganizace, změna skupiny či soutěže
| Česko (2010 – ) |                                 |           |           |                                       |          |
| Sezóny          | Soutěž                          | Úroveň    | ZČ        | Play-off, nadstavba, sk. o udržení... | Poznámky |
| 2010/11         | Plzeňská krajská soutěž – sk. A | 5. úroveň | 10. místo |                                       |          |
| 2011/12         | Plzeňská krajská soutěž – sk. A | 5. úroveň | 7. místo  | Čtvrtfinále                           |          |
| 2012/13         | Plzeňská krajská soutěž – sk. A | 5. úroveň | 4. místo  | Čtvrtfinále                           |          |
| 2013/14         | Plzeňská krajská soutěž – sk. A | 5. úroveň | 5. místo  | Čtvrtfinále                           |          |
| 2014/15         | Plzeňská krajská soutěž – sk. A | 5. úroveň | 7. místo  | Čtvrtfinále                           |          |
| 2015/16         | Plzeňská krajská soutěž – sk. A | 5. úroveň | 8. místo  | Čtvrtfinále                           |          |
| 2016/17         | Plzeňská krajská soutěž – sk. A | 5. úroveň | 5. místo  | Čtvrtfinále                           |          |
| 2017/18         | Plzeňská krajská soutěž – sk. A | 5. úroveň | 1. místo  | Vítěz                                 |          |
| 2018/19         | Plzeňská krajská soutěž – sk. A | 5. úroveň |           |                                       |          |